# David Morgan (warenhuis)
David Morgan was een onafhankelijk warenhuis in Cardiff. Het warenhuis opende op 31 oktober 1879 en sloot op zaterdag 30 januari 2005 voor de laatste keer de deuren.

## Geschiedenis
Het warenhuis David Morgan is opgericht door David Morgan, die in 1833 in de buurt van Brecon werd geboren. Hij handelde 21 jaar lang in de Zuid-Wales-valleigebieden van Abertillery, Monmouthshire en Pontlottyn in de Rhymney Valley, voordat hij in 1879 een kleine gordijnenwinkel opende op The Hayes.
Vanuit deze kleine winkel breidde de winkel zich gestaag uit langs The Hayes, tot een warenhuis met zes verdiepingen, dat kon wedijveren met het nabijgelegen Howells. Het warenhuis David Morgan bestond uit drie gebouwen; het zuidelijke gebouw werd gebouwd door James & Morgan in 1891-1892 met uitbreidingen uit 1904, het middelste gebouw werd ontworpen door architect Edwin Seward in 1899 en het noordelijke gebouw werd gebouwd in 1912. In 1896 voegde het bedrijf de Morgan Arcade toe aan de winkel, om de verschillende gebouwen beter met elkaar te verbinden. Het bedrijf had ook een vestiging in Windsor Road, Penarth, met twee winkels een paar deuren van elkaar verwijderd.
Toen de winkel in 2005 werd gesloten, was het het grootste onafhankelijke warenhuis in Wales. Het warenhuis was altijd eigendom van de familie Morgan via de holdingmaatschappij Deymel Investments, en de Cardiff Arcade Company die de Royal en Morgan arcades bezat en exploiteerde, die door de winkel lopen. David Morgan Limited, Deymel Investments Limited en de Cardiff Arcade Company Limited zijn allemaal ontbonden.

## Herontwikkeling
De locatie werd eind 2004 verkocht aan Helical Bar plc voor £ 29 miljoen. Tussen 2007 en 2008 is het hele gebied opgeknapt en zijn er 65 appartementen op de verdiepingen gebouwd. Nieuwe winkels zijn onder meer TK Maxx, Rossiters of Bath en kledingwinkels Moss en White Stuff. Luxe appartementen, de David Morgan Apartments genaamd, zijn gebouwd op de bovenste verdiepingen van de zes verdiepingen tellende winkel.